# Azzedine Benchaïra
 (décembre 2018).
Si vous disposez d'ouvrages ou d'articles de référence ou si vous connaissez des sites web de qualité traitant du thème abordé ici, merci de compléter l'article en donnant les références utiles à sa vérifiabilité et en les liant à la section « Notes et références ».
Azzedine Benchaïra est un footballeur algérien né le 2 novembre 1978 à Biskra. Il évolue au poste de milieu de terrain.

## Biographie
Benchaïra joue principalement en faveur de l'ES Sétif, club où il joue pendant sept saisons, de 2003 à 2010.
Avec le club de la JSM Béjaïa, il joue quatre matchs en Ligue des champions d'Afrique en 2012.

## Palmarès
- Champion d'Algérie en 2007 et 2009 avec l'ES Sétif
- Vice-champion d'Algérie en 2010 avec l'ES Sétif et en 2012 avec la JSM Béjaïa
- Vainqueur de la Coupe d'Algérie en 2010 avec l'ES Sétif
- Finaliste de la Supercoupe d'Algérie en 2007 avec l'ES Sétif
- Vainqueur de la Ligue des champions arabes en 2007 et 2008 avec l'ES Sétif
- Vainqueur de la Coupe nord-africaine des clubs champions en 2009 avec l'ES Sétif
- Vainqueur de la Supercoupe de l'UNAF en 2010 avec l'ES Sétif
- Finaliste de la Coupe de la confédération en 2009 avec l'ES Sétif
- Accession en Ligue 1 en 2014 avec l'USM Bel Abbès
- Accession en Ligue 2 en 2000 avec l'US Biskra